# (46720) Pierostroppa
(46720) Pierostroppa (1997 PO4) – planetoida z pasa głównego asteroid okrążająca Słońce w ciągu 5,18 lat w średniej odległości 2,99 au. Odkryta 13 sierpnia 1997 roku.